# Scipione Riva-Rocci
Scipione Riva-Rocci (ur. 7 sierpnia 1863 w Almese, zm. 15 marca 1937 w Rapallo) – włoski pediatra, wynalazca sfigmomanometru.
Od 1900 kierował szpitalem w Varese, a od 1908 był profesorem pediatrii na uniwersytecie w Pawii. W 1896 opisał ostateczną wersję aparatu służącego do pomiaru ciśnienia tętniczego nazwanego sfigmomanometrem. Urządzenie to w krótkim czasie rozpowszechniło się na całym świecie i jest używane do dziś – poprzez poszerzenie mankietu urządzenie ulepszył Friedrich Daniel von Recklinghausen.
Dominującą metodą pomiaru nie jest jednak metoda Riva-Rocciego, lecz jej modyfikacja dokonana przez Mikołaja Korotkowa – metoda Korotkowa.